# زانه-کرکون
زانه-کرکون (به آلمانی: Sanne-Kerkuhn) یک منطقهٔ مسکونی در آلمان است که در ارندزی واقع شده‌است. زانه-کرکون ۳۰۵ نفر جمعیت دارد.